# Shigeyoshi Mochizuki
Shigeyoshi Mochizuki (n. 9 iulie 1973) este un fost fotbalist japonez.

## Statistici
| Japonia | Japonia | Japonia |
| An      | Meciuri | Goluri  |
| ------- | ------- | ------- |
| 1997    | 2       | 0       |
| 1998    | 1       | 0       |
| 1999    | 2       | 0       |
| 2000    | 9       | 1       |
| 2001    | 1       | 0       |
| Total   | 15      | 1       |